# Орлов, Сергей Алексеевич (дипломат)
Серге́й Алексе́евич Орло́в (1895 — 1944) — советский дипломат. Чрезвычайный и полномочный посланник II класса.
Член РКП(б). 
С 3 ноября 1943 года — чрезвычайный и полномочный посланник СССР в Уругвае. Верительные грамоты вручил 18 марта 1944 года.
Скончался 24 октября 1944 года в Монтевидео. Прах захоронен в колумбарии Новодевичьего кладбища в Москве.